# Dialeurodes loranthi
Dialeurodes loranthi là một loài côn trùng cánh nửa trong họ Aleyrodidae, phân họ Aleyrodinae.
Dialeurodes loranthi được Corbett miêu tả khoa học đầu tiên năm 1926.